# Bukkake

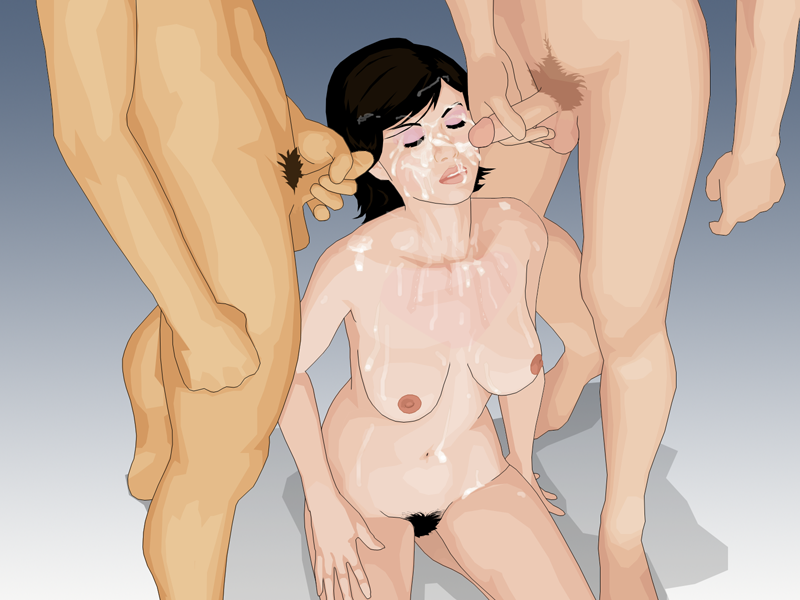
A bukkake ábrázolása rajzon. A férfiak körbeállják a nőt és a testére ejakulálnak.

A bukkake (ブッカケ), olyan szexuális tevékenység, melyben több férfi ejakulál egy személyre, rendszerint nőre. Ez a tevékenység igen elterjedt a pornófilmekben. A bukkakéban részt vevő férfiak önkielégítést végeznek, majd az ejakuláció során a nő testére, elsősorban az arcára engedik az ondót. A homoszexuális gyakorlatban a testre élvezés férfira történik. A leszbikus kultúrában is ismert. Speciális esete a leszbikus bukkake, ahol a nő ejakulál nőre.
Elnevezése japán eredetű. Először egy 1986-os japán pornófilmben jelent meg, ekkor főleg arcraélvezés formájában. Magának a szexuális aktusnak és az elnevezésnek a népszerűsítéséért azonban Kazuhio Macumoto pornófilm-rendező tett a legtöbbet. Kialakulásának legfőbb oka a pornófilmekre vonatkozó japán szabályozás (cenzúra) volt. Japánban a filmekben a közösülés során sem a behatolást, sem a nemi szerveket nem volt szabad bemutatni. Ez viszont nem vonatkozott az ejakulációra, illetve az ondóra. Ezért a japán pornófilm-rendezők a szexuális aktus megtörténte, illetve sikeres befejezésének bizonyítására találták ki azt a gyakorlatot, hogy magát az ejakulációt mutatják meg.
Az egyik elterjedt elmélet szerint a bukkake egy nőkkel szemben alkalmazott régi japán büntetési forma. Erre azonban történelmi bizonyítékok nincsenek. A bukkake, mint az arcraélvezés és az oral cumshot több férfi által kivitelezett formája, hatványozottan érvényesíti azon lélektani jelenségek hatásait, melyek mögött a férfiúi dominancia és a női alany megaláztatása húzódik.

## Külső hivatkozások
- Bukkake.atw.hu